# Protolepidodendron
Il protolepidodendro (gen. Protolepidodendron) è una pianta estinta appartenente alle licofite. Visse tra il Devoniano inferiore e medio (395-360 milioni di anni fa); i suoi resti sono stati ritrovati in gran parte del mondo, principalmente in Europa, Cina, Siberia, Australia e Nordamerica.

## Descrizione
Questa pianta era costituita da steli dicotomici dal diametro di circa 1,5  centimetri. Le foglie possedevano punte biforcate, disposte a spirale sui rizomi e sui rami eretti dicotomici. Le basi foliari erano a forma di fuso e ricoprivano completamente la superficie dei rami. Le cicatrici foliari delle foglie cadute avevano la forma di cuscinetti ovali di forma allungata, e rappresentano i primi stadi di sviluppo di un tipo di cicatrice foliare che si è rinvenuta a un ben altro stadio di evoluzione nelle licopsidi più evolute del genere Lepidodendron. Rispetto ai suoi probabili discendenti, il protolepidodendro era di dimensioni molto modeste e, soprattutto, conservava ancora un carattere erbaceo.

## Classificazione
Il protolepidodendro, come dice il nome, è considerato un potenziale antenato dei giganteschi alberi carboniferi del genere Lepidodendron, che superavano anche i 30  metri d'altezza. Queste forme primitive, però, sono ascritte a un ordine a parte (Protolepidodendrales), pur nell'ambito della classe delle Lycopsida. La specie più nota è P. scharyanum del Devoniano medio, rinvenuto in tutti i continenti in cui è presente il genere.